# اسکات مک‌گروری

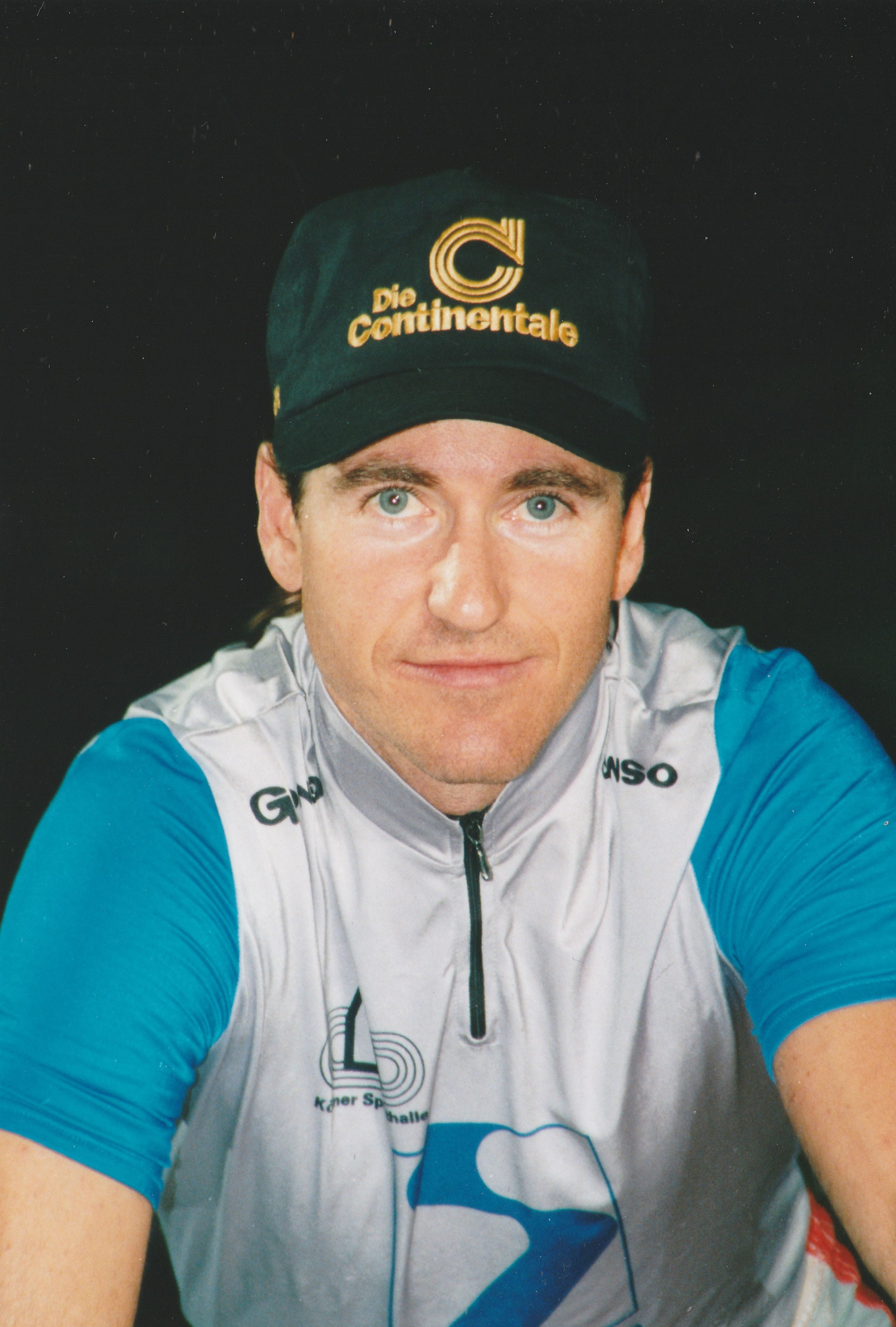
اسکات مک‌گروری در سال ۱۹۹۸

اسکات مک‌گروری (انگلیسی: Scott McGrory؛ زادهٔ ۲۲ دسامبر ۱۹۶۹) دوچرخه‌سوار اهل استرالیا است.
وی در مسابقات کشوری و بین‌المللی در مجموع برندهٔ ۱ مدال طلا، ۱ مدال نقره، ۱ مدال برنز شده‌است.